# 山下真瑚
山下 真瑚（やました まこ、英語: Mako Yamashita, 2002年12月31日 - ）は、日本のフィギュアスケート選手（女子シングル）。愛知県名古屋市出身。血液型はO型。2018年世界ジュニア選手権3位。

## 人物
中京大学在籍中。荒川静香のイナバウアーを見て「自分もやってみたい」と思うようになり、7歳からフィギュアスケートを始めた。憧れの選手はフィギュアスケートを始めるきっかけとなった荒川であり、尊敬し目標とするのは同じクラブの先輩でもある宇野昌磨である。
2017-18、2018-19シーズンのフリーはオペラ蝶々夫人。「すごくきれいなので真央ちゃんが滑ると。やってみたいなと思いました。顔とか表情は真央ちゃんをお手本にしています」と蝶々夫人を選んだ理由とお手本に浅田真央を挙げている。
クラブの先輩でもある浅田真央、宇野昌磨譲りの天然キャラでもありつっこまれることもある。
げんさんサマーカップ2018でシニア選手として初出場し、鼻血を出しながら坂本花織、三原舞依の先輩たちを抑えて初優勝したが｢練習と同じところでミスをした。優勝は回ってきた｣と話すなど謙虚な性格として知られる。
平成最後の荒川静香 Friends+α 2019で憧れの荒川との対談が実現。宇野昌磨が平昌オリンピックで銀メダルを取ったことによりオリンピックに出たいという思いを強くした。
「3年後、全日本で戦っていられるように、そこの場所にいて誰になるんだろうねっていう話の中に私の名前があってほしいな」と話している。
また、自分で提案したプログラム曲は樋口美穂子コーチから却下されることがほとんどだがタンゴや皆が手拍子してくれるような曲を滑りたいという。 
近い目標、大きな目標は「ショーや大きな試合に出たい。今は1つ1つの試合を大事にしてしっかりとショートとフリーをまとめられるようにすること。来シーズン(2019-2020)の全日本に良い演技が持っていけるようにすること。

## 経歴
2013年の全日本ノービス選手権（ノービスB）で3位に入賞し、2015年の全日本ノービス選手権（ノービスA）では2位に入賞。同年の全日本ジュニア選手権では9位となる。2016年プランタン杯のノービスクラスで2位に入賞する。
2016-17シーズン、日本スケート連盟のフィギュアスケート強化選手に初めて選ばれた。ISUジュニアグランプリシリーズに参戦し、初戦のJGP横浜と次戦のJGPタリン杯で共に3位に入賞した。
2017-18シーズン、ISUジュニアグランプリシリーズのJGPオーストリア杯では3位、JGPクロアチア杯では2位と好成績を残すも、僅差でファイナル進出とはならなかった。第86回全日本フィギュアスケートジュニア選手権では2位と躍進。初出場となった世界ジュニアフィギュアスケート選手権ではショート、フリーともに自己ベストを更新する会心の演技を見せ、銅メダルを獲得した。
2018-19シーズン、シニアデビューし日本スケート連盟のフィギュアスケート特別強化選手に選ばれた。ISUグランプリシリーズに参戦し初戦のスケートカナダではフリーで最終滑走の重圧はねのけエリザベータ・トゥクタミシェワ、エフゲニア・メドベージェワという二人の元世界女王の間に入り2位と躍進した。グランプリファイナルも期待されたが2戦目となったロステレコム杯の前に体調を崩したり靴を変えたりと不調が重なり7位で終わった。全日本フィギュアスケート選手権ではショートではジャンプのミスが相次ぎ9位。フリーの練習では調子が良くなかったものの本番のフリーでは後半の単独3回転ルッツジャンプまで完璧に演技し5位。総合6位まで上がった。
2019-2020シーズン、4回転や3アクセル習得を目指しコツをつかみかけた矢先のオフシーズン中の5月、靴が合わず両足甲を痛めた。練習が本格的に再開できたのは9月で8月に行われたサマーカップではルッツとフリップを抜かした難易度の低い構成で出場したもののジャンプのミスが相次いだ。9月のネペラメモリアルではルッツをショートで1回フリーでも1回入れる構成に変えたものの成功できず6位に終わる。10月のISUグランプリシリーズ初戦であり第1戦目のスケートアメリカで元々のルッツをショートで1回、フリーでルッツ2回、フリップ1回の構成に戻した上で挑戦という目標に立ち向かうべくフリーでコンビネーションを全部後半にするという攻めた構成にチャレンジしたもののジャンプがまったくかみ合わずショート12位、フリー11位、総合12位という過去最低の大不振に陥った。11月、2戦目であり最終戦のNHK杯国際フィギュアスケート競技大会に出場。ショートで3回転ルッツ-3回転トゥーループ、2回転アクセルを綺麗に成功させ後半の3回転ループも着氷させ5位と復調。フリーは構成を変え前半に2つのコンビネーションを持ってくるなど攻めの構成ではなく安定感を選んだ構成に変えた。前半の3回転ルッツ-3回転トゥーループ、2回転アクセル、3回転ループ、3回転サルコウ－2回転トゥループ-2回転ループを綺麗に着氷。後半になり疲れからか3回転ルッツ-3回転トゥーループはスピードが落ちたまま跳びあまり高さの出ないまま着氷したためセカンドジャンプを落ち着いて2回転トゥーループに変えて着氷、今シーズン成功率の低かった3回転フリップ、最後の2回転アクセルも決めほぼノーミス演技を披露。パーソナルベストには遠く及ばなかったが今シーズンのベストを記録して総合でも5位となった。全日本フィギュアスケート選手権に向けて「たくさん曲をかけて体力をつけて、その中でさらにジャンプを跳べるような練習がしたい」と意気込みを語った。
2021年4月、中京大学へ進学、スポーツ科学部で体の仕組みやトレーニング方法などを勉強している。またファンから支援金を募るスポーツギフティングサービス「Unlim」にも登録。
2022-2023シーズン、山田コーチからの提案で振付に挑戦。

## 技術・演技
アクセルを除く5種類のトリプルジャンプを跳ぶことができる。コンビネーションでは、3回転ルッツ-3回転トゥーループ-2回転トゥループや2回転半アクセル-3回転トゥーループをプログラムに取り入れている。2018年には来季から4回転サルコウの習得を目指す予定と表明。
「4回転や3回転アクセルを跳んでいかないと点数が出なくなる。今年は新しいジャンプ、新しい組み合わせのジャンプ、難しい構成挑戦していきたい。4回転の中ではサルコウかトゥーループからだとは思うが得意なジャンプがルッツなのでルッツも試してみたい」と話す。
3回転ルッツを得意としていてフリーでは前半に3回転ルッツ-3回転トゥーループ-2回転トゥループ、後半に3回転ルッツ-3回転トゥーループのコンビネーションを付けているが反対に3回転フリップはインサイドで踏み切らなければいけないところをフラット状態やアウトで踏み切ってしまうことがありアテンション(！)やエッジエラー(e)を取られる事がある。
山田満知子コーチに「飛距離も高さもあるジャンプを跳ぶので、真瑚のジャンプは好き」「ジャンプの質が良い。私は真瑚のジャンプが好き」「私が教えてきたなかでも、とにかく目立ってジャンプの能力が高い子。海外のコーチからも『すごいねジャンプ』と言われました。でも普段の練習ではもっとジャンプ高いんですよ」 と言わせるほど幅、高さ、流れのあるダイナミックなジャンプが持ち味で全日本フィギュアスケート選手権2018フリーでは3回転ルッツ-3回転トゥーループ-2回転トゥループでアクセル以外で全出場者中1位となる2.36の加点、後半単独3回転ルッツでも1.94の高い加点が付いた。
また、山田コーチは「平均的にフィギュアスケートに必要なものは持っている」 としつつも課題として「もう少しガッツ、負けん気が出て頑張ってくれると良い」ことを挙げている。

## 主な戦績
| 国際大会               | 国際大会 | 国際大会 | 国際大会 | 国際大会 | 国際大会 | 国際大会 | 国際大会 | 国際大会 | 国際大会 | 国際大会 | 国際大会 | 国際大会 | 国際大会 |
| 大会/年                | 2012-13  | 13-14    | 14-15    | 15-16    | 16-17    | 17-18    | 18-19    | 19-20    | 20-21    | 21-22    | 22-23    | 23-24    | 24-25    |
| ---------------------- | -------- | -------- | -------- | -------- | -------- | -------- | -------- | -------- | -------- | -------- | -------- | -------- | -------- |
| GP NHK杯               |          |          |          |          |          |          |          | 5        | 5        |          |          |          |          |
| GPロステレコム杯       |          |          |          |          |          |          | 7        |          |          |          |          |          |          |
| GPスケートカナダ       |          |          |          |          |          |          | 2        |          |          |          |          |          |          |
| GPスケートアメリカ     |          |          |          |          |          |          |          | 12       |          |          |          |          |          |
| GPネペラ記念           |          |          |          |          |          |          |          | 6        |          |          |          |          |          |
| CSロンバルディア杯     |          |          |          |          |          |          | 3        |          |          |          |          |          |          |
| チャレンジカップ       |          |          |          |          |          |          |          |          |          |          |          |          | 3        |
| タリンクホテルズ杯     |          |          |          |          |          |          |          |          |          |          |          | 3        |          |
| 世界Jr.選手権          |          |          |          |          |          | 3        |          |          |          |          |          |          |          |
| JGPクロアチア杯        |          |          |          |          |          | 2        |          |          |          |          |          |          |          |
| JPG オーストリア杯     |          |          |          |          |          | 3        |          |          |          |          |          |          |          |
| JGPタリン杯            |          |          |          |          | 3        |          |          |          |          |          |          |          |          |
| JGP横浜                |          |          |          |          | 3        |          |          |          |          |          |          |          |          |
| プランタン杯           |          |          |          | 2 N      |          |          |          |          |          |          |          |          |          |
| アジアフィギュア杯     |          |          |          |          |          | 4 J      | 3        |          |          |          |          |          | 2        |
| 国内大会               |          |          |          |          |          |          |          |          |          |          |          |          |          |
| 全日本選手権           |          |          |          |          |          | 10       | 6        | 11       | 13       | 13       | 16       | 8        | 6        |
| 全日本ジュニア選手権   |          |          |          | 9        | 16       | 2        |          |          |          |          |          |          |          |
| 全日本ノービス選手権   | 15       | 3        | 4        | 2        |          |          |          |          |          |          |          |          |          |
| 全国中学校スケート大会 |          |          |          | 4        | 2        | 1        |          |          |          |          |          |          |          |

- N - ノービスクラス
- J - ジュニアクラス

### 詳細

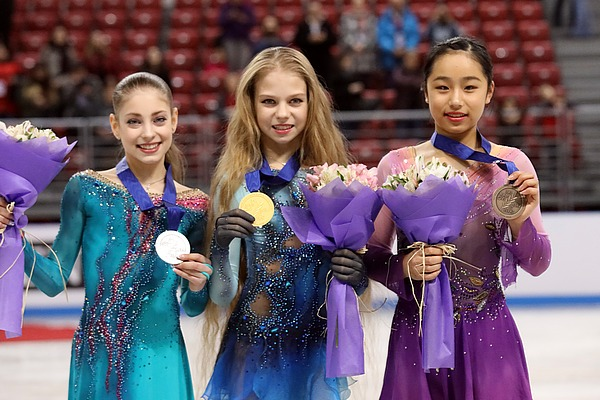
2018年世界ジュニア選手権銅メダル

| 2024-2025 シーズン    |                                              |          |          |          |
| 開催日                | 大会名                                       | SP       | FS       | 結果     |
| 2025年2月13日 - 16日  | チャレンジカップ 2025（ティルブルフ）        | 3 68.78  | 3 129.68 | 3 198.46 |
| 2024年12月19日 - 22日 | 第93回全日本フィギュアスケート選手権（門真） | 12 65.13 | 4 135.12 | 6 200.25 |

| 2023-2024 シーズン    |                                              |         |           |          |
| 開催日                | 大会名                                       | SP      | FS        | 結果     |
| 2023年12月20日 - 24日 | 第92回全日本フィギュアスケート選手権（長野） | 2 69.92 | 12 122.23 | 8 192.15 |

| 2022-2023 シーズン    |                                              |          |           |           |
| 開催日                | 大会名                                       | SP       | FS        | 結果      |
| 2022年12月21日 - 25日 | 第91回全日本フィギュアスケート選手権（門真） | 22 54.98 | 15 117.98 | 16 172.96 |

| 2021-2022 シーズン    |                                                    |          |           |           |
| 開催日                | 大会名                                             | SP       | FS        | 結果      |
| 2021年12月22日 - 26日 | 第90回全日本フィギュアスケート選手権（さいたま市） | 12 61.84 | 13 117.77 | 13 179.61 |

| 2020-2021 シーズン    |                                                   |         |           |           |
| 開催日                | 大会名                                            | SP      | FS        | 結果      |
| 2020年12月24日 - 27日 | 第89回全日本フィギュアスケート選手権（長野）      | 4 67.28 | 13 118.28 | 13 185.56 |
| 2020年11月27日 - 29日 | 2020年NHK杯国際フィギュアスケート競技大会（門真） | 3 67.56 | 7 118.57  | 5 186.13  |

| 2019-2020 シーズン    |                                                        |          |           |           |
| 開催日                | 大会名                                                 | SP       | FS        | 結果      |
| 2019年12月19日 - 22日 | 第88回全日本フィギュアスケート選手権（東京）           | 5 66.64  | 16 104.11 | 11 170.75 |
| 2019年11月22日 - 24日 | ISUグランプリシリーズ NHK杯（札幌）                    | 5 65.70  | 5 123.55  | 5 189.25  |
| 2019年10月18日 - 20日 | ISUグランプリシリーズ スケートアメリカ（ラスベガス）   | 12 46.21 | 11 96.19  | 12 142.40 |
| 2019年9月19日 - 21日  | ISUチャレンジャーシリーズ ネペラ記念（ブラチスラヴァ） | 7 55.99  | 6 107.55  | 6 163.54  |

| 2018-2019 シーズン    |                                                                |         |          |          |
| 開催日                | 大会名                                                         | SP      | FS       | 結果     |
| 2018年12月20日 - 24日 | 第87回全日本フィギュアスケート選手権（門真）                   | 9 62.94 | 5 134.20 | 6 197.14 |
| 2018年11月16日 - 18日 | ISUグランプリシリーズ ロステレコム杯（モスクワ）               | 9 51.00 | 7 110.22 | 7 161.22 |
| 2018年10月26日 - 28日 | ISUグランプリシリーズ スケートカナダ（ラヴァル）               | 3 66.30 | 2 136.76 | 2 203.06 |
| 2018年9月12日 - 16日  | ISUチャレンジャーシリーズ ロンバルディアトロフィー（ベルガモ） | 5 55.33 | 3 126.89 | 3 182.22 |
| 2018年8月1日 - 5日    | ISUチャレンジャーシリーズアジアフィギュア杯（バンコク）        | 6 50.97 | 3 112.48 | 3 163.45 |

| 2017-2018 シーズン     |                                                      |          |           |           |
| 開催日                 | 大会名                                               | SP       | FS        | 結果      |
| 2018年3月5日 - 11日    | 2018年世界ジュニア選手権（ソフィア）                 | 3 66.79  | 3 128.38  | 3 195.17  |
| 2017年12月21日 - 24日  | 第86回全日本フィギュアスケート選手権（東京）         | 15 57.80 | 10 125.54 | 10 183.34 |
| 2017年11月24日 - 24日  | 第86回全日本フィギュアスケートジュニア選手権（前橋） | 1 65.13  | 2 124.90  | 2 190.03  |
| 2017年9月27日 - 30日   | ISUジュニアグランプリ クロアチア杯（ザグレブ）       | 2 65.22  | 2 110.53  | 2 175.75  |
| 2017年8月31日 - 9月2日 | ISUジュニアグランプリ オーストリア杯（ザルツブルク） | 3 64.49  | 3 116.55  | 3 181.04  |
| 2017年8月2日 - 5日     | 2017年アジアフィギュア杯ジュニアクラス（香港）       | 4 54.45  | 4 114.35  | 4 168.80  |

| 2016-2017 シーズン      |                                                        |          |          |           |
| 開催日                  | 大会名                                                 | SP       | FS       | 結果      |
| 2016年11月18日 - 20日   | 第85回全日本フィギュアスケートジュニア選手権（札幌市） | 22 42.28 | 12 97.53 | 16 139.81 |
| 2016年9月28日 - 10月2日 | ISUジュニアグランプリ タリン杯（タリン）               | 2 62.65  | 3 121.41 | 3 184.06  |
| 2016年9月9日 - 11日     | ISUジュニアグランプリ 横浜（横浜）                     | 2 64.86  | 4 117.57 | 3 182.43  |

| 2015-2016 シーズン    |                                                                  |          |          |          |
| 開催日                | 大会名                                                           | SP       | FS       | 結果     |
| 2016年3月11日 - 13日  | 2016年プランタン杯ノービスクラス（ルクセンブルク市）             | 3 36.26  | 4 61.68  | 2 97.94  |
| 2015年11月21日 - 23日 | 第84回全日本フィギュアスケートジュニア選手権（ひたちなか）       | 12 51.40 | 9 107.81 | 9 159.21 |
| 2015年10月23日 - 25日 | 第19回全日本フィギュアスケートノービス選手権 Aクラス（西東京市） |          | 2 99.91  | 2 99.91  |

| 2014-2015 シーズン    |                                                                |    |          |          |
| 開催日                | 大会名                                                         | SP | FS       | 結果     |
| 2014年10月24日 - 26日 | 第18回全日本フィギュアスケートノービス選手権 Aクラス（高槻市） |    | 14 66.26 | 14 66.26 |

| 2013-2014 シーズン    |                                                                      |    |         |         |
| 開催日                | 大会名                                                               | SP | FS      | 結果    |
| 2013年10月25日 - 27日 | 第17回全日本フィギュアスケートノービス選手権 Bクラス（ひたちなか市） |    | 3 67.00 | 3 67.00 |

| 2012-2013 シーズン    |                                                                |    |          |          |
| 開催日                | 大会名                                                         | SP | FS       | 結果     |
| 2012年10月26日 - 28日 | 第16回全日本フィギュアスケートノービス選手権 Bクラス（京都市） |    | 15 57.08 | 15 57.08 |

## プログラム使用曲
| シーズン  | SP | FS | EX                                                                               |
| --------- | --- | --- | -------------------------------------------------------------------------------- |
| 2022-2023 | Rise Up 振付：山田満知子、山下真瑚                                                                                       | ミュージカル「サンセット大通り」より 振付：鈴木明子                                                           |                                                                                  |
| 2021-2022 | Angel 振付：山田満知子、樋口美穂子                                                                                       | 映画『SAYURI』より 作曲：ジョン・ウィリアムズ 振付：山田満知子、樋口美穂子                                    |                                                                                  |
| 2020-2021 | 歌劇『セビリアの理髪師』より Una Voce Poco Fa ～今の歌声は～ 作曲：ジョアキーノ・ロッシーニ 振付：山田満知子、樋口美穂子 | 映画『トワイライト・サーガ』より A Thousand Years 振付：山田満知子、樋口美穂子                                | Over The Rainbow 作曲：ハロルド・アーレン ボーカル：グレース・ヴァンダーウォール |
| 2019-2020 | 歌劇『セビリアの理髪師』より Una Voce Poco Fa ～今の歌声は～ 作曲：ジョアキーノ・ロッシーニ 振付：山田満知子、樋口美穂子 | 映画『セント・オブ・ウーマン/夢の香り』より 作曲：トーマス・ニューマン 振付：樋口美穂子                       | Over The Rainbow 作曲：ハロルド・アーレン ボーカル：グレース・ヴァンダーウォール |
| 2018-2019 | 歌劇『セビリアの理髪師』より Una Voce Poco Fa ～今の歌声は～ 作曲：ジョアキーノ・ロッシーニ 振付：山田満知子、樋口美穂子 | 歌劇『蝶々夫人』より 作曲：ジャコモ・プッチーニ 振付：山田満知子、樋口美穂子                                  | ノクターン 演奏：シークレット・ガーデン 振付：山田満知子、樋口美穂子             |
| 2017-2018 | ボヘミアン・ラプソディ 作曲：フレディ・マーキュリー 演奏：マクシム・ムルヴィツァ 振付：山田満知子、樋口美穂子            | 歌劇『蝶々夫人』より 作曲：ジャコモ・プッチーニ 振付：山田満知子、樋口美穂子                                  | ノクターン 演奏：シークレット・ガーデン 振付：山田満知子、樋口美穂子             |
| 2016-2017 | ノクターン 演奏：シークレット・ガーデン 振付：山田満知子、樋口美穂子                                                     | ボヘミアン・ラプソディ 作曲：フレディ・マーキュリー 演奏：マクシム・ムルヴィツァ 振付：山田満知子、樋口美穂子 |                                                                                  |
| 2015-2016 | レイエンダ 演奏：ヴァネッサ・メイ 振付：山田満知子、樋口美穂子                                                           | ノクターン 演奏：シークレット・ガーデン 振付：山田満知子、樋口美穂子                                          | レイエンダ 演奏：ヴァネッサ・メイ 振付：山田満知子、樋口美穂子                   |